# Quimera de injerto

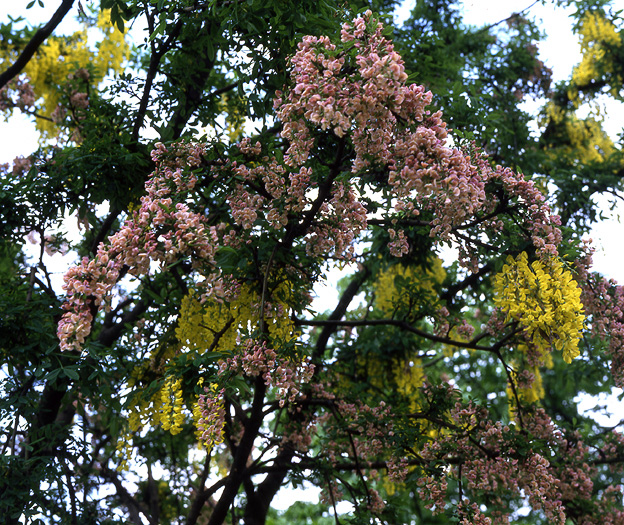
Pequeño árbol +Laburnocytisus 'Adamii': espectacular ejemplo de quimera de injerto

En horticultura, una quimera de injerto se produce con el injerto en el punto de contacto entre el portainjerto (pie de injerto) y el injertado, dando propiedades intermedias en relación con sus "progenitores". La "quimera de injerto" no es un híbrido, pero si es una mezcla de células, cada una con su genotipo de uno de sus "padres": es una quimera. Así, el ampliamente usado término "híbrido de quimera" no es descriptivo; y actualmente tiende a ser evitado.
La propagación es por clonación solamente. En la práctica las quimeras de injerto no se destacan por su estabilidad y puede fácilmente revertirse hacia alguno de sus "padres".

## Nomenclatura
El Art. 21 del ICNCP estipula que una quimera de injerto se indica tanto por 
- La fórmula: los nombres de ambos "padres", en orden alfabético, unidos por el signo más "+":

Crataegus + Mespilus
- un nombre: 
  - Si los "padres" vienen de diferentes géneros se puede formar un nombre uniendo parte de uno: nombre genérico a todo el otro nombre genérico. Este nombre puede no ser idéntico a los nombres genéricos publicados por el ICBN. Por ej. +Crataegomespilus es el nombre para la quimera de injerto que puede también ser indicada por la fórmula Crataegus + Mespilus. Este nombre es claramente diferente de ×Crataemespilus, el nombre del ICBN para el verdadero híbrido entre Crataegus y Mespilus, que puede ser designado por la fórmula Crataegus × Mespilus.
  - Si ambos "padres" vienen del mismo género, la quimera de injerto puede llevar el nombre de un cultivar.

- Datos: Q1668122